# Noorse voetbalbeker 2001
De Noorse voetbalbeker 2001 (Noors: Norgesmesterskapet i fotball 2001) was de 96ste editie van de strijd om de Noorse voetbalbeker. Het voetbaltoernooi begon op 8 mei met de eerste ronde en eindigde op zondag 4 november 2001 met de finale in het Ullevaal Stadion in Oslo. Het toernooi werd gewonnen door Viking FK dat Bryne FK in de eindstrijd met 3-0 versloeg en daarmee voor de vijfde keer het bekertoernooi op zijn naam schreef. De club stond onder leiding van trainer-coach Benny Lennartsson, die eerder in 1989 de nationale beker had gewonnen met Viking FK.

## Eerste ronde
| Team 1                  | Team 2                  | Uitslag                 |
| Duels gespeeld op 8 mei | Duels gespeeld op 8 mei | Duels gespeeld op 8 mei |
| ----------------------- | ----------------------- | ----------------------- |
| Sparta                  | Kvik Halden             | 0 – 5                   |
| Rosseland               | Bryne                   | 0 – 3                   |
| Stryn                   | Tornado                 | 3 – 2                   |
| Nidelv                  | Ranheim                 | 1 – 1                   |
| Hammerfest FK           | Alta                    | 2 – 3                   |
| Duels gespeeld op 9 mei |                         |                         |
| Navestad                | Sprint/Jeløy            | 0 – 2                   |
| Østsiden                | Fredrikstad             | 2 – 0                   |
| Råde                    | Eik-Tønsberg            | 2 – 2                   |
| Follo                   | Oslo Øst                | 2 – 3                   |
| Mercantile/Lambertseter | Bærum                   | 4 – 1                   |
| Haugerud                | Skeid                   | 1 – 8                   |
| Grorud                  | Stabæk                  | 0 – 6                   |
| Grei                    | Eidsvold Turn           | 1 – 4                   |
| Kjelsås                 | Asker                   | 3 – 0                   |
| Frigg Oslo              | Lyn                     | 2 – 5                   |
| Romerike                | Ullern                  | 3 – 0                   |
| Ullensaker/Kisa         | Lørenskog               | 0 – 3                   |
| Aurskog/Finstadbru      | L/F Hønefoss            | 1 – 2                   |
| Galterud                | Kongsvinger             | 0 – 2                   |
| Nybergsund              | Elverum                 | 2 – 1                   |
| FF Lillehammer          | Gjøvik/Lyn              | 1 – 0                   |
| Hamarkameratene         | Fart                    | 5 – 0                   |
| Toten                   | Raufoss                 | 0 – 2                   |
| Sør-Aurdal              | Sogndal                 | 0 – 3                   |
| Åmot                    | Lillestrøm              | 1 – 5                   |
| Kongsberg               | Strømsgodset            | 0 – 3                   |
| Ørn-Horten              | Runar                   | 4 – 0                   |
| Flint                   | Moss                    | 0 – 3                   |
| Larvik Fotball          | Odd Grenland            | 1 – 5                   |
| Tollnes                 | Pors Grenland           | 1 – 3                   |
| Urædd                   | Sandefjord Fotball      | 0 – 5                   |
| Herkules                | Vindbjart               | 0 – 5                   |
| Start                   | Vigør                   | 3 – 0                   |
| Lyngdal                 | Mandalskameratene       | 1 – 2                   |
| Staal                   | Viking                  | 0 – 6                   |
| Vidar                   | Klepp                   | 6 – 0                   |
| Sandnes FK              | Vard Haugesund          | 1 – 2                   |
| Haugesund               | Nord                    | 2 – 0                   |
| Stord                   | Skjold                  | 0 – 1                   |
| Hovding                 | Nest-Sotra              | 1 – 2                   |
| Fyllingen               | Gneist                  | 3 – 2                   |
| Løv-Ham                 | Lyngbø                  | 2 – 0                   |
| Åsane                   | Fana                    | 1 – 2                   |
| Jotun                   | Brann                   | 0 – 4                   |
| Førde                   | Florø                   | 2 – 0                   |
| Stranda                 | Skarbøvik               | 0 – 1                   |
| Aalesund                | Spjelkavik              | 5 – 0                   |
| Langevåg                | Hødd                    | 1 – 3                   |
| Træff                   | Clausenengen            | 1 – 3                   |
| Kristiansund            | Molde                   | 0 – 9                   |
| Strindheim              | Tynset                  | 6 – 1                   |
| Kolstad                 | Byåsen                  | 1 – 6                   |
| Malvik FK               | Vålerenga               | 1 – 7                   |
| Levanger                | Verdal                  | 0 – 4                   |
| Steinkjer               | Stjørdals/Blink         | 3 – 0                   |
| Sandnessjøen            | Bodø/Glimt              | 0 – 7                   |
| Stålkameratene          | Mo                      | 1 – 2                   |
| Fauske/Sprint           | Steigen                 | 4 – 1                   |
| Narvik FK               | Tromsdalen              | 2 – 1                   |
| Harstad                 | Lofoten                 | 6 – 2                   |
| Fløya                   | Skjervøy                | 0 – 2                   |
| Ramfjord                | Tromsø                  | 0 – 8                   |
| Finnsnes                | Skarp                   | 1 – 3                   |
| Bossekop                | Rosenborg               | 0 – 11                  |

## Tweede ronde
| Team 1                    | Team 2                   | Uitslag                  |
| Duel gespeeld op 12 juni  | Duel gespeeld op 12 juni | Duel gespeeld op 12 juni |
| ------------------------- | ------------------------ | ------------------------ |
| Oslo Øst                  | Hamarkameratene          | 3 – 2                    |
| Duels gespeeld op 13 juni |                          |                          |
| Kvik Halden               | Moss                     | 2 – 3                    |
| Østsiden                  | Lillestrøm               | 0 – 3                    |
| Sprint/Jeløy              | Strømsgodset             | 1 – 2                    |
| Mercantile/Lambertseter   | Odd Grenland             | 1 – 6                    |
| Lyn                       | Nybergsund               | 1 – 1                    |
| Lørenskog                 | Stabæk                   | 0 – 4                    |
| Eidsvold Turn             | Ørn Horten               | 1 – 2                    |
| Raufoss                   | FF Lillehammer           | 2 – 1                    |
| L/F Hønefoss              | Strindheim               | 1 – 0                    |
| Eik-Tønsberg              | Skeid                    | 0 – 2                    |
| Sandefjord Fotball        | Romerike                 | 2 – 5                    |
| Pors Grenland             | Vålerenga                | 0 – 2                    |
| Vindbjart                 | Viking                   | 1 – 6                    |
| Mandalskameratene         | Vidar                    | 1 – 3                    |
| Bryne                     | Fyllingen                | 4 – 3                    |
| Vard Haugesund            | Løv-Ham                  | 3 – 5                    |
| Skjold                    | Brann                    | 0 – 6                    |
| Nest-Sotra                | Haugesund                | 4 – 3                    |
| Fana                      | Start                    | 1 – 3                    |
| Sogndal                   | Clausenengen             | 2 – 0                    |
| Stryn                     | Molde                    | 0 – 4                    |
| Skarbøvik                 | Kongsvinger              | 1 – 0                    |
| Rosenborg                 | Steinkjer                | 4 – 0                    |
| Ranheim                   | Hødd                     | 2 – 6                    |
| Byåsen                    | Narvik FK                | 4 – 2                    |
| Mo                        | Fauske/Sprint            | 6 – 1                    |
| Tromsø                    | Skarp                    | 5 – 0                    |
| Skjervøy                  | Bodø/Glimt               | 1 – 3                    |
| Alta                      | Harstad                  | 0 – 1                    |
| Duels gespeeld op 20 juni |                          |                          |
| Aalesund                  | Førde                    | 1 – 0                    |
| Verdal                    | Kjelsås                  | 5 – 4                    |

## Derde ronde
| Team 1                    | Team 2                    | Uitslag                   |
| Duels gespeeld op 27 juni | Duels gespeeld op 27 juni | Duels gespeeld op 27 juni |
| ------------------------- | ------------------------- | ------------------------- |
| Bodø/Glimt                | Mo                        | 3 – 0                     |
| Brann                     | Nest-Sotra                | 6 – 1                     |
| Harstad                   | Tromsø                    | 0 – 1                     |
| Hødd                      | Rosenborg                 | 2 – 2                     |
| Løv-Ham                   | Sogndal                   | 1 – 3                     |
| Molde                     | Skarbøvik                 | 6 – 0                     |
| Moss                      | Romerike                  | 3 – 1                     |
| Nybergsund                | Lillestrøm                | 1 – 4                     |
| Odd Grenland              | Oslo Øst                  | 4 – 1                     |
| Skeid                     | Bryne                     | 1 – 2                     |
| Stabæk                    | Raufoss                   | 3 – 1                     |
| Start                     | Aalesund                  | 2 – 0                     |
| Strømsgodset              | Verdal                    | 5 – 1                     |
| Viking                    | Vidar                     | 5 – 0                     |
| Vålerenga                 | L/F Hønefoss              | 1 – 0                     |
| Ørn-Horten                | Byåsen                    | 2 – 1                     |

## Vierde ronde
| Team 1                    | Team 2                   | Uitslag                  |
| Duel gespeeld op 18 juli  | Duel gespeeld op 18 juli | Duel gespeeld op 18 juli |
| ------------------------- | ------------------------ | ------------------------ |
| Brann                     | Ørn-Horten               | 6 – 0                    |
| Duels gespeeld op 25 juli |                          |                          |
| Sogndal                   | Start                    | 2 – 1                    |
| Vålerenga                 | Moss                     | 2 – 0                    |
| Bryne                     | Molde                    | 3 – 2                    |
| Hødd                      | Odd Grenland             | 0 – 1                    |
| Tromsø                    | Stabæk                   | 2 – 0                    |
| Lillestrøm                | Strømsgodset             | 5 – 1                    |
| Bodø/Glimt                | Viking                   | 1 – 3                    |

## Kwartfinales
| Team 1                        | Team 2                       | Uitslag                      |
| Duels gespeeld op 1 augustus  | Duels gespeeld op 1 augustus | Duels gespeeld op 1 augustus |
| ----------------------------- | ---------------------------- | ---------------------------- |
| Viking                        | Tromsø                       | 1 – 0                        |
| Duels gespeeld op 22 augustus |                              |                              |
| Bryne                         | Vålerenga                    | 3 – 2                        |
| Lillestrøm                    | Brann                        | 3 – 0                        |
| Odd Grenland                  | Sogndal                      | 2 – 0                        |

## Halve finales
| Team 1                         | Team 2                         | Uitslag                        |
| Duels gespeeld op 23 september | Duels gespeeld op 23 september | Duels gespeeld op 23 september |
| ------------------------------ | ------------------------------ | ------------------------------ |
| Bryne                          | Lillestrøm                     | 4 – 0                          |
| Viking                         | Odd Grenland                   | 2 – 1                          |

## Finale
| 4 november 2001 – Ullevaal Stadion, Oslo 25.823 toeschouwers Scheidsrechter: Kjell Alseth                                                                         |               | |
| Viking FK | 3 – 0         | Bryne FK |
| Roger Eskeland 4' (e.d.) Morten Berre 56' Hannu Tihinen 72' | goals         | |
| Benny Lennartsson | Trainer-coach | Reine Almqvist |
| Bo Andersen Bjørn Dahl Toni Kuivasto Hannu Tihinen Thomas Pereira Tom Sanne 83' Brede Hangeland Trygve Nygaard Morten Berre Jørgen Tengesdal 85' Erik Nevland 79' | opstellingen  | Roger Eskeland 73' Anders Friberg Knut Henry Haraldsen Marcus Andreasson Ole Hjelmhaug Pål Håpnes Jonas Jonsson 65' Lasse Strand 58' Kai Ove Stokkeland Pierre Gallo Dejan Pavlovic |
| Bjørn Berland 79' Kristian Sørli 83' Bjarte Lunde Aarsheim 85' | wissels       | 58' Kenneth Giske 65' Geir Atle Undheim 73' Peter Olofsson |
| | gele kaarten  | 62' Anders Friberg |
| | rode kaarten  | |

## Winnende formatie
- Viking FK

Bo Andersen, Bjørn Dahl, Toni Kuivasto, Hannu Tihinen, Thomas Pereira, Tom Sanne, Trygve Nygaard, Brede Hangeland, Morten Berre, Erik Nevland, Jørgen Tengesdal, Bjørn Berland, Kristian Sørli, Bjarte Lunde Aarsheim, Erik Fuglestad en Ben Wright. Trainer-coach: Benny Lennartsson.